# Дроздов, Александр Сергеевич
Александр Сергеевич Дроздов (родился 1 ноября 1970, Красноярск, РСФСР, СССР) — российский политический и общественный деятель, депутат Государственной думы VIII созыва с 2021 года. Заместитель председателя думского комитета по промышленности и торговле. 

## Биография
Александр Дроздов родился 1 ноября 1970 года в Красноярске в семье педагогов. В 1993 году он окончил юридический факультет Красноярского университета, в 1993—2016 годах служил в правоохранительных органах. Был следователем в Свердловском РОВД Красноярска, служил в налоговой полиции и в органах по контролю за оборотом наркотиков. В 2007—2011 годах был начальником оперативной службы УФСКН РФ по Красноярскому краю, в 2011—2014 — начальником управления ФСКН РФ по Псковской области, в 2014—2015 — начальником оперативно-поискового Управления ФСКН России. В 2015—2016 годах исполнял обязанности руководителя департамента специальных и технических мероприятий ФСКН. Ушёл в отставку в чине генерал-майора полиции.
В 2016—2021 годах Дроздов был заместителем директора по связям с государственными органами и специальным проектам алюминиевого дивизиона ОК РУСАЛ. В сентябре 2018 года он стал депутатом Красноярского городского Совета депутатов от партии «Единая Россия». В сентябре 2021 года был избран депутатом Государственной думы VIII созыва по Центральному одномандатному избирательному округу № 55 (Красноярский край), стал заместителем председателя думского комитета по промышленности и торговле. Из-за вторжения России на Украину находится под международными санкциями Евросоюза, США, Великобритании и ряда других стран.
Дроздов награждён орденом Почёта, медалью ордена «За заслуги перед Отечеством» II степени.